# Lapko
Lapko ist eine finnische alternative Rockband aus Harjavalta, die 1996 gegründet wurde. Auffällig an den Songs der Band ist vor allem der teilweise feminine, melancholische Gesang Ville Maljas.

## Geschichte
Die erste EP der Band, Your Special K.O., wurde 2003 noch ohne Mitwirken einer Plattenfirma veröffentlicht. 2004 wurde unter dem Label Jukeboss Lapkos Debütalbum The Arms veröffentlicht, danach wechselten sie zu Fullsteam Records, unter dessen sie weitere Alben wie Scandal (2006) und Young Desire (2007) auf den Markt brachten. Seitdem erlangte Lapko in Finnland einen hohen Bekanntheitsgrad.
In den vergangenen Jahren spielte Lapko des Öfteren auch außerhalb Finnlands und gab Konzerte in Kooperation mit der Band Disco Ensemble.
Ville Malja ist seit 2019 als Sänger Teil der Rockband Moon Shot.

## Diskografie

### Alben
- 2004: The Arms
- 2006: Scandal
- 2007: Young Desire
- 2010: A New Bohemia
- 2012: Love
- 2015: Freedom

### EPs
- 2003: Your Special K.O.
- 2011: Horse and Crow

### Singles
- 2004: Stacy
- 2006: All the Best Girls
- 2006: Barrel of the Past
- 2007: Killer Whales
- 2007: Hugging the Phone
- 2009: I Shot the Sheriff
- 2010: Summer Nights
- 2011: Horse and Crow
- 2013: River Venom
- 2015: Money For Nothing